# Thaon-les-Vosges (comuna delegada)
Thaon-les-Vosges era una comuna francesa situada en el departamento de Vosgos, de la región de Gran Este, que el 1 de enero de 2016 pasó a ser una comuna delegada de la comuna nueva de Capavenir-Vosges al fusionarse con las comunas de Girmont y Oncourt.

## Demografía
| Gráfica de evolución demográfica de Thaon-les-Vosges entre 1800 y 2013 |
|                                                                        |

Los datos demográficos contemplados en este gráfico de la comuna de Thaon-les-Vosges se han cogido de 1800 a 1999 de la página francesa EHESS/Cassini, y los demás datos de la página del INSEE.